# エファ・マンリー
エファ・マンリー（Effa L. Manley, 1897年3月27日 - 1981年4月16日）は、1930年～1940年代のアメリカ合衆国のニグロリーグの元球団経営者。1897年ペンシルベニア州フィラデルフィア生まれ。夫エイブ・マンリーとともにニューアーク・イーグルスの共同経営者として多数の名選手を輩出、2006年に女性として初めてアメリカ野球殿堂入りした。

## 来歴・人物
マンリー自身は白人の父と母の間に生まれたが、兄弟の父親はみな黒人だった。フィラデルフィアの黒人住宅街で育ち、成人してからニューヨークで働いていたが、この時住んでいたのも黒人の多いハーレム地区だった。1930年代になって、ニューヨーク・ヤンキースのワールドシリーズ観戦の際、野球賭博師だったという夫エイブ（エファとは20歳も年が離れていた）と知り合い、1935年に結婚。ニグロリーグ球団経営の夢を持っていた夫は、この年ニューヨークにあったブルックリン・イーグルスの所有者となる。チームは翌年ニューアークに移りニューアーク・イーグルスとなるが、夫はもっぱら地方を廻って有能な選手の発掘に努め、球団経営の実権は妻のエファが握っていたそうである。
当初エファは特に気に入った若い選手の何人かと関係を持ち、お気に入りの選手を見せたいがために選手起用に時折口出しをしていたこともあったという。特にエファが気に入っていた投手テリス・マクダフィー（Terris McDuffie）は、エファとの関係が元でニューヨーク・ブラック・ヤンキースにトレードに出されてしまった。だが一方でエファは選手達が実力を出せるようにするための環境づくりに奔走し、試合日程や宿泊施設の調整、また移動の際には当時贅沢と言われていたエアコン付きのバスを手配するなど、色々なやりくりをしていたという。また1930年代、エファは黒人公民権のための様々な活動も行っていた。当時の全米有色人種地位向上協会（NAACP）のニューアーク支部に所属し、その活動の支援としてイーグルスのゲームを使ったりもしていたそうである。
ニューアーク・イーグルスは、その後1946年に当時無敵を誇ったカンザスシティ・モナークスとのニグロ・ワールド・シリーズを接戦で制する。当時のイーグルスは後にメジャーリーグで活躍するラリー・ドビー、ドン・ニューカム、モンテ・アーヴィンやレイ・ダンドリッジなどのスター選手達を多く抱えていた。しかし同年、夫エイブ・マンリーが他界する。メジャーリーグでは黒人選手のマイナー組織への受入が始まり、メジャーリーグからのオファーも来るなど、1946年はエファにとっての激動の始まりだったともいえる。エファは選手達のメジャーリーグへの移籍に際し、選手の待遇を落とさないよう（ニグロリーグの主力選手の中には、メジャーのオファー以上の待遇を受けていたものが少なからずいた）、ドジャーズのブランチ・リッキーやインディアンズのビル・ベックらとの交渉において、かなりやりあったそうである。
マンリーは1948年を最後にイーグルスの経営から身を引き、1981年にロサンゼルスで死去した。2006年にニグロリーグ特別委員会によりアメリカ野球殿堂入り。